# Inteligencija roja
Inteligencija roja (SI) je kolektivno ponašanje decentralizovanih, samoorganizovanih sistema, prirodnih ili veštačkih. Koncept se koristi u radu na veštačkoj inteligenciji. Izraz su uveli Gerardo Beni i Jing Vang 1989. godine, u kontekstu ćelijskih robotskih sistema.
SI sistemi se obično sastoje od populacije jednostavnih agenasa ili boida koji lokalno interaguju jedni sa drugima i sa svojim okruženjem. Inspiracija često dolazi iz prirode, posebno iz bioloških sistema. Agenti slede vrlo jednostavna pravila, i iako ne postoji centralizovana kontrolna struktura koja diktira kako bi se pojedini agenti trebali ponašati, lokalno i do određenog stepena nasumično, interakcije između takvih agenata dovode do pojave „inteligentnog“ globalnog ponašanja, nepoznatog pojedincu. Primeri inteligencije rojeva u prirodnim sistemima uključuju mravlje kolonije, pčelinje kolonije, jata ptica, jastrebov lov, čuvanje stada, rast bakterija, jata riba i mikrobnu inteligenciju.
Primena principa roja na robote naziva se rojevska robotika, dok se inteligencija roja odnosi na opštiji skup algoritama. Rojevsko predviđanje je korišćeno u kontekstu problema predviđanja. Slični pristupi onima koji su predloženi za robotiku rojeva razmatraju se za genetski modifikovane organizme u sintetičkoj kolektivnoj inteligenciji.

## Literatura
- Bonabeau, Eric; Dorigo, Marco; Theraulaz, Guy (1999). Swarm Intelligence: From Natural to Artificial Systems. Oup USA. ISBN 978-0-19-513159-8.
- Kennedy, James; Eberhart, Russell C. (2001-04-09). Swarm Intelligence. Morgan Kaufmann. ISBN 978-1-55860-595-4.
- Engelbrecht, Andries (2005-12-16). Fundamentals of Computational Swarm Intelligence. Wiley & Sons. ISBN 978-0-470-09191-3.

## Spoljašnje veze
- Marco Dorigo and Mauro Birattari (2007). "Swarm intelligence" in Scholarpedia
- Antoinette Brown.  Swarm Intelligence